# Xã Van Meter, Quận Dickey, Bắc Dakota
Xã Van Meter (tiếng Anh: Van Meter Township) là một xã thuộc quận Dickey, tiểu bang Bắc Dakota, Hoa Kỳ. Năm 2010, dân số của xã này là 77 người.